# Sportovní střelba na Letních olympijských hrách 1896
Sportovní střelba na Letních olympijských hrách 1896.

## Medailisté

### Muži
| Kategorie                                 | Zlato                                       | Stříbro                                     | Bronz                            |
| ----------------------------------------- | ------------------------------------------- | ------------------------------------------- | -------------------------------- |
| 200 metrů vojenská puška - (jednotlivci)  | Pantelis Karasevdas · Řecko (GRE)           | Panagiotis Pavlidis · Řecko (GRE)           | Nicolaos Trikupis · Řecko (GRE)  |
| 300 metrů puška - (tři pozice)            | Georgios Orphanidis · Řecko (GRE)           | Ioannis Frangoudis · Řecko (GRE)            | Viggo Jensen · Dánsko (DEN)      |
| 25 metrů vojenská pistole - (jednotlivci) | John Paine · Spojené státy americké (USA)   | Sumner Paine · Spojené státy americké (USA) | Nikolaos Morakis · Řecko (GRE)   |
| 25 metrů rychlopalná pistole              | Ioannis Frangoudis · Řecko (GRE)            | Georgios Orphanidis · Řecko (GRE)           | Holger Nielsen · Dánsko (DEN)    |
| 50 metrů libovolná pistole                | Sumner Paine · Spojené státy americké (USA) | Holger Nielsen · Dánsko (DEN)               | Ioannis Frangoudis · Řecko (GRE) |

### Přehled medailí
| Pořadí | Země                   | Zlato | Stříbro | Bronz | Celkově |
| ------ | ---------------------- | ----- | ------- | ----- | ------- |
| 1      | Řecko                  | 99246 | 9827    | 1093  | 9       |
| 2      | Spojené státy americké | 2     | 1       | 0     | 3       |
| 3      | Dánsko                 | 0     | 1       | 2     | 3       |